# مهدی نوربخش

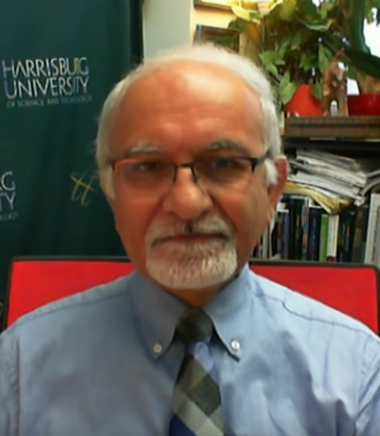
مهدی نوربخش، از اعضای نهضت آزادی - ۲۰۱۹

مهدی نوربخش فعال دانشگاهی و سیاسی اهل ایران و عضو نهضت آزادی ایران است.
وی استاد امور بین‌الملل و تجارت در دانشگاه علم و صنعت هریسبورگ است، و قبلاً در مرکز مطالعات بین‌الملل در دانشگاه سنت توماس در هوستون و در مرکز مطالعات خاورمیانه دانشگاه هاروارد فعالیت داشت. نوربخش معاون بخش شورای امور جهانی آمریکا در هریسبورگ، پنسیلوانیا است.
وی به دلیل فعالیت‌های سیاسی و همچنین اظهارنظرهای عمومی قادر به بازگشت به ایران نیست.

## زندگی
نوربخش در ایران متولد شد و در دهه ۱۹۷۰ میلادی به ایالات متحده مهاجرت کرد. وی با سارا یزدی، پزشک و دختر ابراهیم یزدی ازدواج کرده‌است. وی در سال ۱۹۹۶ دکترای امور بین‌الملل را از دانشگاه تگزاس در آستین گرفت.